# Elephantopus carolinianus
Elephantopus carolinianus là một loài thực vật có hoa trong họ Cúc. Loài này được Raeusch. mô tả khoa học đầu tiên năm 1797.